# بیمارستان آیت‌الله نبوی دزفول
بیمارستان آیت الله سید اسدالله نبوی، بیمارستان در جنوب شهرستان دزفول واقع شده‌است. این بیمارستان با توجه به کمک‌های صلیب سرخ ایتالیا و جمعی از پزشکان وجراحان ایتالیایی در سال ۱۳۷۰ راه اندازی شد.
هم‌اکنون این بیمارستان دارای بخش‌های اورژانس، CCU، اطفال، داخلی، جراحی عمومی، جراحی زنان و زایمان، ارتوپدی، چشم، ارولوژی، ENT، اتاق عمل، پست پارتوم و دیگر واحدهای پاراکلینیک و درمانگاهی می‌باشد.